# العلاقات السلوفاكية السلوفينية
العلاقات السلوفاكية السلوفينية هي العلاقات الثنائية التي تجمع بين سلوفاكيا وسلوفينيا.

## مقارنة بين البلدين
هذه مقارنة عامة ومرجعية للدولتين:
| وجه المقارنة                                              | سلوفاكيا                                                       | سلوفينيا                                                      |
| --------------------------------------------------------- | -------------------------------------------------------------- | ------------------------------------------------------------- |
| المساحة (كم2)                                             | 49.03 ألف                                                      | 20.27 ألف                                                     |
| عدد السكان (نسمة)                                         | 5.44 مليون                                                     | 2.07 مليون                                                    |
| الكثافة السكانية (ن./كم²)                                 | 110.95                                                         | 102.12                                                        |
| العاصمة                                                   | براتيسلافا                                                     | ليوبليانا                                                     |
| اللغة الرسمية                                             | اللغة السلوفاكية                                               | اللغة السلوفينية، اللغة الإيطالية، لغة مجرية                  |
| العملة                                                    | كرونة سلوفاكية، يورو                                           | يورو، تولار سلوفيني                                           |
| الناتج المحلي الإجمالي (بليون دولار)                      | 95.77 مليار                                                    | 48.77 مليار                                                   |
| الناتج المحلي الإجمالي (تعادل القوة الشرائية) بليون دولار | 162.34 مليار                                                   | 66.01 مليار                                                   |
| الناتج المحلي الإجمالي الاسمي للفرد دولار أمريكي          | 16.09 ألف                                                      | 20.73 ألف                                                     |
| الناتج المحلي الإجمالي للفرد دولار أمريكي                 | 30.46 ألف                                                      | 30.40 ألف                                                     |
| مؤشر التنمية البشرية                                      | 0.844                                                          | 0.880                                                         |
| رمز المكالمات الدولي                                      | +421                                                           | +386                                                          |
| رمز الإنترنت                                              | .sk                                                            | .si                                                           |
| المنطقة الزمنية                                           | توقيت وسط أوروبا، ت ع م+01:00، ت ع م+02:00، أوروبا/براتيسلافا ‏ | توقيت وسط أوروبا، ت ع م+01:00، ت ع م+02:00، أوروبا/ليوبليانا ‏ |

## مدن متوأمة
في ما يلي قائمة باتفاقيات التوأمة بين مدن سلوفاكية وسلوفينية:
- ترتبط زفولن مع شكوفجا لوكا باتفاقية توأمة.
- ترتبط براتيسلافا مع ليوبليانا باتفاقية توأمة منذ 3 أبريل 1969.[15][15][15][15]
- ترتبط هلوهوفيتس مع سلوفنيسكه كونجيتسه باتفاقية توأمة.
- ترتبط ترنافا مع نوفو ميتسو باتفاقية توأمة منذ 15 ديسمبر 1995.

## منظمات دولية مشتركة
يشترك البلدان في عضوية مجموعة من المنظمات الدولية، منها:
| علم المنظمة | اسم المنظمة                               | تاريخ انضمام سلوفاكيا | تاريخ انضمام سلوفينيا |
| ----------- | ----------------------------------------- | --------------------- | --------------------- |
|             | الاتحاد الأوروبي                          | 1 مايو 2004           | 1 مايو 2004           |
|             | وكالة ضمان الاستثمار متعدد الأطراف        | 1993                  | 19 مارس 1993          |
|             | منظمة التعاون الاقتصادي والتنمية          | ?                     | ?                     |
|             | الأمم المتحدة                             | 19 يناير 1993         | 22 مايو 1992          |
|             | الفريق المعني برصد الأرض                  | ?                     | ?                     |
|             | مركز تنسيق الحركة في أوروبا ‏              | ?                     | ?                     |
|             | منظمة حظر الأسلحة الكيميائية              | ?                     | ?                     |
|             | منظمة التجارة العالمية                    | ?                     | ?                     |
|             | منظمة الشرطة الجنائية الدولية             | ?                     | ?                     |
|             | منظمة الأمن والتعاون في أوروبا            | 1993                  | 24 مارس 1992          |
|             | مؤسسة التنمية الدولية                     | 1993                  | 25 فبراير 1993        |
|             | حلف شمال الأطلسي                          | 29 مارس 2004          | 29 مارس 2004          |
|             | يونسكو                                    | 9 فبراير 1993         | 27 مايو 1992          |
|             | الاتحاد البريدي العالمي                   | ?                     | ?                     |
|             | البنك الدولي للإنشاء والتعمير             | 1993                  | 25 فبراير 1993        |
|             | اتفاقية السماوات المفتوحة                 | ?                     | ?                     |
|             | الاتحاد الدولي للاتصالات                  | 23 فبراير 1993        | 16 يونيو 1992         |
|             | مؤسسة التمويل الدولية                     | 1993                  | 25 فبراير 1993        |
|             | المنظمة الأوروبية لسلامة الملاحة الجوية   | 1997                  | 1995                  |
|             | المركز الدولي لتسوية المنازعات الاستشارية | 26 يونيو 1994         | 6 أبريل 1994          |
|             | مجموعة أستراليا                           | 1994                  | 2004                  |
|             | مجموعة الموردين النوويين                  | ?                     | ?                     |

## وصلات خارجية
- موقع وزارة الخارجية السلوفاكية
- موقع وزارة الخارجية السلوفينية